# هایندراستوک
هایندراستوک (به لاتین: Hienderstock) یک کوه در سوئیس است که در کانتون برن واقع شده‌است. هایندراستوک ۳٬۳۰۷ متر بالاتر از سطح دریا واقع شده‌است.